# Puchar Świata w Kolarstwie Górskim 2003
Puchar Świata w kolarstwie górskim w sezonie 2003 to 13. edycja tej imprezy. Organizowany przez UCI, obejmował zawody dla kobiet i mężczyzn w cross-country, downhillu oraz fourcrossie. Pierwsze zawody odbyły się 25 maja w niemieckim St. Wendel, a ostatnie 14 września 2003 roku w austriackim Kaprun.
Pucharu Świata w cross-country bronili: Amerykanka Alison Dunlap wśród kobiet oraz Belg Filip Meirhaeghe wśród mężczyzn, w downhillu: Francuzka Anne-Caroline Chausson wśród kobiet oraz Brytyjczyk Steve Peat wśród mężczyzn, a w fourcrossie: Francuzka Chausson wśród kobiet oraz Amerykanin Brian Lopes wśród mężczyzn. W tym sezonie w cross-country triumfowali: Norweżka Gunn-Rita Dahle wśród kobiet oraz Francuz Julien Absalon wśród mężczyzn, w downhillu najlepsi byli: Francuzka Sabrina Jonnier wśród kobiet oraz Australijczyk Nathan Rennie wśród mężczyzn, a w fourcrossie zwyciężyli: Australijka Katrina Miller wśród kobiet oraz Amerykanin Eric Carter wśród mężczyzn.

## Wyniki

### Cross-country
| Data                 | Miejsce          | Podium (mężczyźni)   | Podium (kobiety)     |
|                      |                  |                      |                      |
| 25 maja 2003         | St. Wendel       | Christoph Sauser     | Gunn-Rita Dahle      |
| 25 maja 2003         | St. Wendel       | Marek Galiński       | Sabine Spitz         |
| 25 maja 2003         | St. Wendel       | Julien Absalon       | Irina Kalentjewa     |
|                      |                  |                      |                      |
| 31 maja 2003         | Fort William     | Filip Meirhaeghe     | Gunn-Rita Dahle      |
| 31 maja 2003         | Fort William     | Lado Fumic           | Sabine Spitz         |
| 31 maja 2003         | Fort William     | Julien Absalon       | Barbara Blatter      |
|                      |                  |                      |                      |
| 29 czerwca 2003      | Mont-Sainte-Anne | Julien Absalon       | Gunn-Rita Dahle      |
| 29 czerwca 2003      | Mont-Sainte-Anne | Christoph Sauser     | Sabine Spitz         |
| 29 czerwca 2003      | Mont-Sainte-Anne | Roland Green         | Barbara Blatter      |
|                      |                  |                      |                      |
| 6 lipca 2003         | Telluride        |                      |                      |
| 6 lipca 2003         | Telluride        | zawody odwołane      |                      |
|                      |                  |                      |                      |
| 13 lipca 2003        | Grouse Mountain  | Roel Paulissen       | Gunn-Rita Dahle      |
| 13 lipca 2003        | Grouse Mountain  | José Antonio Hermida | Alison Sydor         |
| 13 lipca 2003        | Grouse Mountain  | Julien Absalon       | Susan Haywood        |
|                      |                  |                      |                      |
| 14 września 2003     | Kaprun           | Filip Meirhaeghe     | Gunn-Rita Dahle      |
| 14 września 2003     | Kaprun           | Thomas Frischknecht  | Sabine Spitz         |
| 14 września 2003     | Kaprun           | Julien Absalon       | Marie-Hélène Prémont |
|                      |                  |                      |                      |
|                      |                  | Podium (mężczyźni)   | Podium (kobiety)     |
| Klasyfikacja końcowa | Puchar Świata XC | Julien Absalon       | Gunn-Rita Dahle      |
| Klasyfikacja końcowa | Puchar Świata XC | Christoph Sauser     | Sabine Spitz         |
| Klasyfikacja końcowa | Puchar Świata XC | Filip Meirhaeghe     | Irina Kalentjewa     |

### Downhill
| Data                 | Miejsce          | Podium (mężczyźni) | Podium (kobiety)       |
|                      |                  |                    |                        |
| 1 czerwca 2003       | Fort William     | Cédric Gracia      | Céline Gros            |
| 1 czerwca 2003       | Fort William     | Mickaël Pascal     | Sabrina Jonnier        |
| 1 czerwca 2003       | Fort William     | Nathan Rennie      | Emmeline Ragot         |
|                      |                  |                    |                        |
| 8 czerwca 2003       | L’Alpe d’Huez    | Nathan Rennie      | Anne-Caroline Chausson |
| 8 czerwca 2003       | L’Alpe d’Huez    | Chris Kovarik      | Tracy Moseley          |
| 8 czerwca 2003       | L’Alpe d’Huez    | Fabien Barel       | Céline Gros            |
|                      |                  |                    |                        |
| 28 czerwca 2003      | Mont-Sainte-Anne | Steve Peat         | Fionn Griffiths        |
| 28 czerwca 2003      | Mont-Sainte-Anne | Greg Minnaar       | Tracy Moseley          |
| 28 czerwca 2003      | Mont-Sainte-Anne | Cédric Gracia      | Marla Streb            |
|                      |                  |                    |                        |
| 6 lipca 2003         | Telluride        |                    |                        |
| 6 lipca 2003         | Telluride        | zawody odwołane    |                        |
|                      |                  |                    |                        |
| 13 lipca 2003        | Grouse Mountain  | Iván Oulego        | Fionn Griffiths        |
| 13 lipca 2003        | Grouse Mountain  | Kirt Voreis        | Sabrina Jonnier        |
| 13 lipca 2003        | Grouse Mountain  | Colin Bailey       | Kathleen Pruitt        |
|                      |                  |                    |                        |
| 14 września 2003     | Kaprun           | David Vazquez      | Marla Streb            |
| 14 września 2003     | Kaprun           | Greg Minnaar       | Sabrina Jonnier        |
| 14 września 2003     | Kaprun           | Nathan Rennie      | Fionn Griffiths        |
|                      |                  |                    |                        |
|                      |                  | Podium (mężczyźni) | Podium (kobiety)       |
| Klasyfikacja końcowa | Puchar Świata DH | Nathan Rennie      | Sabrina Jonnier        |
| Klasyfikacja końcowa | Puchar Świata DH | Mickaël Pascal     | Fionn Griffiths        |
| Klasyfikacja końcowa | Puchar Świata DH | Cédric Gracia      | Tracy Moseley          |

### Fourcross
| Data                 | Miejsce          | Podium (mężczyźni) | Podium (kobiety) |
|                      |                  |                    |                  |
| 31 maja 2003         | Fort William     | Greg Minnaar       | Katrina Miller   |
| 31 maja 2003         | Fort William     | Eric Carter        | Mio Suemasa      |
| 31 maja 2003         | Fort William     | Steve Peat         | Anneke Beerten   |
|                      |                  |                    |                  |
| 8 czerwca 2003       | L’Alpe d’Huez    | Eric Carter        | Tracy Moseley    |
| 8 czerwca 2003       | L’Alpe d’Huez    | Michal Prokop      | Katrina Miller   |
| 8 czerwca 2003       | L’Alpe d’Huez    | Scott Beaumont     | Sabrina Jonnier  |
|                      |                  |                    |                  |
| 28 czerwca 2003      | Mont-Sainte-Anne | Eric Carter        | Katrina Miller   |
| 28 czerwca 2003      | Mont-Sainte-Anne | Cédric Gracia      | Jamie Lilly      |
| 28 czerwca 2003      | Mont-Sainte-Anne | Wade Bootes        | Mio Suemasa      |
|                      |                  |                    |                  |
| 5 lipca 2003         | Telluride        |                    |                  |
| 5 lipca 2003         | Telluride        | zawody odwołane    |                  |
|                      |                  |                    |                  |
| 12 lipca 2003        | Grouse Mountain  | Mike King          | Katrina Miller   |
| 12 lipca 2003        | Grouse Mountain  | Eric Carter        | Sabrina Jonnier  |
| 12 lipca 2003        | Grouse Mountain  | Michal Prokop      | Tai-Lee Muxlow   |
|                      |                  |                    |                  |
| 13 września 2003     | Kaprun           |                    |                  |
| 13 września 2003     | Kaprun           | zawody odwołane    |                  |
|                      |                  |                    |                  |
|                      |                  | Podium (mężczyźni) | Podium (kobiety) |
| Klasyfikacja końcowa | Puchar Świata 4X | Eric Carter        | Katrina Miller   |
| Klasyfikacja końcowa | Puchar Świata 4X | Michal Prokop      | Sabrina Jonnier  |
| Klasyfikacja końcowa | Puchar Świata 4X | Mike King          | Mio Suemasa      |

## Klasyfikacje

### Mężczyźni
| Lp. | Zawodnik             | Punkty |
| --- | -------------------- | ------ |
| 1.  | Julien Absalon       | 930    |
| 2.  | Christoph Sauser     | 845    |
| 3.  | Filip Meirhaeghe     | 693    |
| 4.  | José Antonio Hermida | 650    |
| 5.  | Roel Paulissen       | 640    |
| 6.  | Lado Fumic           | 532    |
| 7.  | Roland Green         | 379    |
| 8.  | Bart Brentjens       | 360    |
| 9.  | Marek Galiński       | 352    |
| 10. | Thomas Frischknecht  | 334    |

| Lp. | Zawodnik       | Punkty |
| --- | -------------- | ------ |
| 1.  | Nathan Rennie  | 702    |
| 2.  | Mickaël Pascal | 671    |
| 3.  | Cédric Gracia  | 662    |
| 4.  | Greg Minnaar   | 641    |
| 5.  | David Vazquez  | 492    |
| 6.  | Chris Kovarik  | 465    |
| 7.  | Fabien Barel   | 441    |
| 8.  | Iván Oulego    | 376    |
| 9.  | Steve Peat     | 333    |
| 10. | Samuel Hill    | 303    |

| Lp. | Zawodnik         | Punkty |
| --- | ---------------- | ------ |
| 1.  | Eric Carter      | 180    |
| 2.  | Michal Prokop    | 116    |
| 3.  | Mike King        | 79     |
| 4.  | Wade Bootes      | 77     |
| 5.  | Cédric Gracia    | 75     |
| 6.  | Greg Minnaar     | 55     |
| 7.  | Brian Schmith    | 47     |
| 8.  | Scott Beaumont   | 45     |
| 9.  | Steve Peat       | 41     |
| 10. | Sascha Meyenborg | 39     |

### Kobiety
| Lp. | Zawodnik             | Punkty |
| --- | -------------------- | ------ |
| 1.  | Gunn-Rita Dahle      | 1250   |
| 2.  | Sabine Spitz         | 875    |
| 3.  | Irina Kalentjewa     | 715    |
| 4.  | Marie-Hélène Prémont | 584    |
| 5.  | Barbara Blatter      | 510    |
| 6.  | Anna Szafraniec      | 466    |
| 7.  | Alison Sydor         | 458    |
| 8.  | Maja Włoszczowska    | 432    |
| 9.  | Ivonne Kraft         | 400    |
| 10. | Susan Haywood        | 380    |

| Lp. | Zawodnik           | Punkty |
| --- | ------------------ | ------ |
| 1.  | Sabrina Jonnier    | 834    |
| 2.  | Fionn Griffiths    | 814    |
| 3.  | Tracy Moseley      | 770    |
| 4.  | Marla Streb        | 757    |
| 5.  | Marielle Saner     | 548    |
| 6.  | Céline Gros        | 527    |
| 7.  | Nolvenn Le Caër    | 502    |
| 8.  | Bernardita Pizarro | 441    |
| 9.  | Kathleen Pruitt    | 417    |
| 10. | Mio Suemasa        | 415    |

| Lp. | Zawodnik        | Punkty |
| --- | --------------- | ------ |
| 1.  | Katrina Miller  | 190    |
| 2.  | Sabrina Jonnier | 95     |
| 3.  | Mio Suemasa     | 74     |
| 4.  | Jamie Lilly     | 55     |
| 5.  | Tracy Moseley   | 50     |
| 6.  | Anneke Beerten  | 46     |
| 7.  | Tai-Lee Muxlow  | 40     |
| 7.  | Jill Kintner    | 40     |
| 7.  | Tara Llanes     | 40     |
| 10. | Céline Gros     | 30     |